# あなたのために (シャーリー・カーンの曲)
「あなたのために」（英語: For You）は、香港出身の歌手シャーリー・カーンの日本における1枚目の日本語の3インチ・マキシ・シングル。1989年11月21日にアポロン音楽工業からリリースされた。

## 収録曲
| 全作曲: 徳永英明。 |                      |                    |            |      |
| #                  | タイトル             | 作詞               | 作曲・編曲 | 時間 |
| 1.                 | 「あなたのために」   | 竹花いち子         | 徳永英明   | 3:51 |
| 2.                 | 「セイ・グッドバイ」 | リンダ・ヘンリック | 徳永英明   | 5:22 |
| 合計時間:          | 合計時間:            | 合計時間:          | 合計時間:  | 9:13 |